# Prusy (województwo warmińsko-mazurskie)
Prusy – wieś w Polsce położona w województwie warmińsko-mazurskim, w powiecie działdowskim, w gminie Rybno.
W latach 1975–1998 miejscowość należała administracyjnie do województwa ciechanowskiego.
Prusy zamieszkuje 51 mieszkańców. W pobliżu miejscowości znajduje się Jezioro Rumiańskie oraz przepływa rzeka Wel.  